# Lynnview
Lynnview är en stad (city) i Jefferson County i delstaten Kentucky, USA. 2010 hade staden 914 invånare.